# Бекетово (Кармаскалинский район)
Бекетово (баш. Бекетов) — село в Кармаскалинском районе Республики Башкортостан Российской Федерации. Входит в состав  Подлубовского сельсовета.

## География

### Географическое положение
Расстояние до:
- районного центра (Кармаскалы): 27 км,
- ближайшей ж/д станции (Уршак): 20 км

## Население
| 2002 | 2009 | 2010 |
| ---- | ---- | ---- |
| 745  | ↘612 | ↗633 |

Национальный состав
Согласно переписи 2002 года, преобладающая национальность — русские (66 %).